# Reischach
Reischach est une commune de Bavière (Allemagne) de 2 627 habitants, située dans l'arrondissement d'Altötting, dans le district de Haute-Bavière.